# Малі Дельшафт
Марта Амалія «Малі» Дельшафт (нім. Martha Amalia Delschaft; нар. 4 грудня 1898, Гамбург — пом. 20 серпня 1995, Берлін) — німецька актриса театру та кіно. Почала виступати на сцені, потом знімалась у німому кіно. Переважно виконувала ролі другого плану. Після Другої світової війни працювала у Східній Німеччині на підконтрольній державі студії «DEFA».

## Вибрана фільмографія
- 1924 — Остання людина
- 1925 — Вар'єте